# Distretto del Godavari Orientale
Il Godavari Orientale è un distretto dell'India di 4 872 622 abitanti, che ha come capoluogo Kakinada.

## Amministrazioni
Ai fini amministrativi, il distretto è suddiviso in 5 divisioni tributarie (Kakinada, Rajahmundry, Peddapuram, Rampachodavaram e Amalapuram), 60 comuni (detti mandal) e 1379 villaggi. I comuni, ognuno col suo numero di codice ufficiale, sono i seguenti: 
| - Addateegala (3) - Ainavilli (49) - Alamuru (42) - Allavaram (55) - Amalapuram (54) - Ambajipeta (48) - Anaparthi (33) - Atreyarapuram (43) - Biccavole (34) - Devipatnam (14) - Gandepalli (27) - Gangavaram (12) - Gokavaram (17) - Gollaprolu (8) - I. Polavaram (51) - Jaggampeta (18) - Kadiam (31) - Kajuluru (38) - Kakinada Rurale (23) - Kakinada Urbana (24) | - Kapileswarapuram (41) - Karapa (36) - Katrenikona (52) - Kirlampudi (19) - Korukonda (16) - Kotananduru (5) - Kothapeta (46) - Malkipuram (58) - Mamidikuduru (56) - Mandapeta (32) - Maredumilli (1) - Mummidivaram (50) - P. Gannavaram (47) - Pamarru (45) - Pedapudi (35) - Peddapuram (20) - Pithapuram (21) - Prathipadu (10) - Rajahmundry Rurale (29) - Rajahmundry Urbana (30) | - Rajanagaram (17) - Rajavommangi (4) - Ramachandrapuram (39) - Rampachodavaram (13) - Rangampeta (15) - Ravulapelm (44) - Rayavaram (40) - Razole (57) - Rowthulapudi (60) - Sakhinetipalli (59) - Samalkota (25) - Seethanagram (15) - Shankhavaram (9) - Tallarevu (37) - Thondangi (7) - Tuni (6) - U. Kotapalli (22) - Uppalaguptam (53) - Y. Ramavaram (2) - Yeleswaram (11) |